# Work It
Work It (Uvolnit) je singl rappera Nellyho, se kterým mu vypomohl americký zpěvák Justin Timberlake. Singl vyšel v roce 2003 a pocházel z alba Nellyville.
O remix písně se postaral producent Scott Storch.
V klipu písně se objevují oba hudebníci na tenisovém hřišti spolu s děvčaty z Playboye.

## Umístění
| Hitparáda      | Umístění |
| -------------- | -------- |
| USA            | 68       |
| Velká Británie | 7        |
| Japonsko       | 15       |
| Německo        | 23       |
| Čína           | 17       |
| Francie        | 68       |
| Polsko         | 1        |

## Úryvek textu
Baby Show Something
Don't say nothing (Don't you say a word)
I just want to
See you work it (Come on baby work it for me)
That ain't frontin
Show me something (Let me see it girl)
I just try to
See you work it (I just wanna see you work it for me)